# 西兰大陆

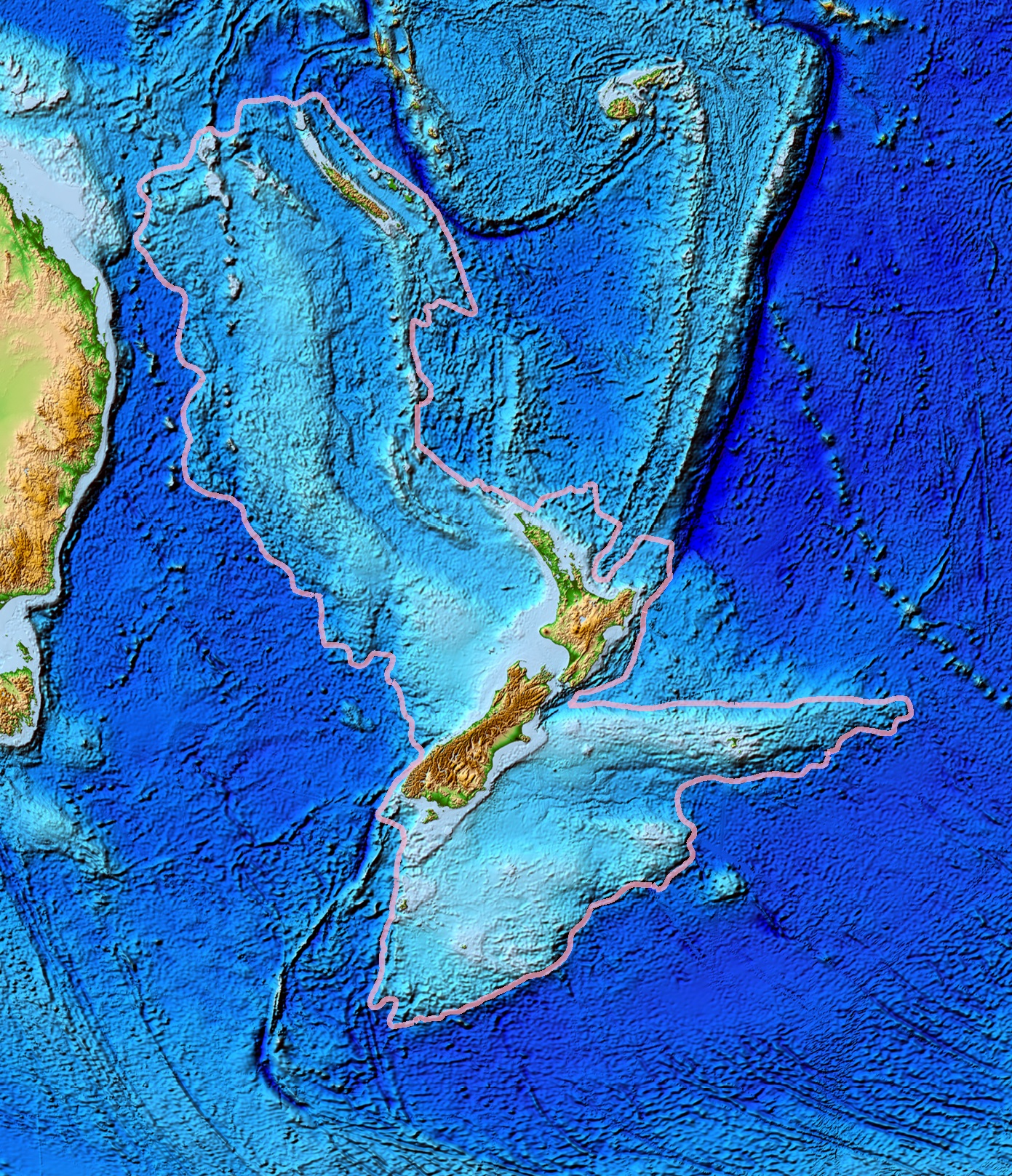
西蘭大陸的地形地形測繪，用粉紅色勾勒出。 遠離新西蘭的東北偏北（科爾維爾向西，克馬德克向東，被哈弗爾海沟和Lau盆地分隔）和西南方向（Resolution Ridge系統）的線性山脊不被視為西蘭大陸的一部分，澳大利亞也不被認為是西蘭大陸的一部分。左上）、瓦努阿圖或斐濟（上中）。

西蘭大陸的南半部地圖

西蘭大陸（Zealandia，發音：/ziːˈlændiə/），亦稱（毛利語）或塔斯曼提斯（Tasmantis，得名自塔斯曼海），是大洋洲一塊幾乎完全被海水淹沒的大陆地壳，約於8,300萬至7,900萬年前從岡瓦那大陸分裂並脫離澳洲大陸，隨後逐漸沉入海底。其名稱與概念由地質學家布魯斯·魯岩迪克（Bruce Luyendyk）於1995年提出，衛星影像顯示其面積接近澳大利亞。2021年研究進一步揭示其地殼年齡逾10億年，較先前認知古老一倍。地質學界對其分類存在不同觀點，包括淹没的大陆、大陸碎片或微大陸等。
西蘭大陸總面積約4,900,000 km2（1,900,000 sq mi），94%區域淹沒於太平洋中，僅新西兰、新喀里多尼亞、諾福克島等島嶼露出水面。其地質特徵符合大陸定義的四項標準（地殼厚度、岩石多樣性、明確範圍及相對高海拔），故紐西蘭、澳洲等地質學家主張其應列為世界第八大洲，但國際間尚未就大陸劃分達成共識，故西蘭大陸的地位仍存學術爭議。2023年完成全面測繪後，其輪廓與地質構造更趨明確。
西蘭大陸的毛利語名稱意為「毛伊之舟的船腹」，源自玻里尼西亞神話中毛伊釣起北島的傳說，2019年由地質與核子科學研究所與毛利學者共同確立為正式雙名。該大陸蘊藏豐富資源，包括茂伊油田（Maui gas field）及南極海域的鐵砂、多金屬結核等礦產，其生態獨特性亦促使紐西蘭推動「2050年無掠食者計劃」，保護鷸鴕等特有物種。

## 歷史
1億3000萬到8000萬年間，此大陸連同澳洲大陸一起與南極洲分離，8000萬到6500萬年間，此大陸與澳洲大陸分離。然而，與凱爾蓋朗海台類似，此大陸最後也因地層變動，沉入了水中。一段時間後，距今2300萬年前，兩座大火山島，自「沉沒的大陸」中浮出，即今日的紐西蘭南島與北島。